# Guerras dos Castores

Batalha de Champlain com os iroqueses, Ticonderoga, julho de 1609, uma ilustração de Jean Leon Gerome Ferris

As Guerras dos Castores (em mohawk: Tsianì kayonkwere), também conhecidas como Guerras Iroquesas ou Guerras Franco-Iroquesas (em francês:  Guerres franco-iroquoises), abrangem uma série de conflitos travados intermitentemente durante o século XVII na América do Norte ao longo do rio São Lourenço vale no Canadá e na região inferior dos Grandes Lagos, que colocou os iroqueses contra os hurons, os algonquinos do norte e seus aliados franceses. Como resultado deste conflito, os iroqueses destruíram várias confederações e tribos através da guerra: os Hurons ou Wendat, Erie, Neutro, Wenro, Tionontate, Susquehannock, Mahican e Algonquinos do norte que derrotaram e dispersaram, alguns fugindo para povos vizinhos e outros assimilados, derrotados ou mortos.
Os iroqueses procuravam expandir seu território e monopolizar o comércio de peles com os mercados europeus. Eles originalmente eram uma confederação das tribos Mohawk, Oneida, Onondaga, Cayuga e Seneca que habitavam as terras no que hoje é o norte do estado de Nova York, ao longo das margens do Lago Ontário, a leste do Lago Champlain e do Lago George, no rio Hudson, e a parte baixa estuário do rio São Lourenço. A Confederação Iroquois liderada pelos Mohawks mobilizou-se contra as tribos de língua majoritariamente algonquina e Huron de língua iroquesa e tribos relacionadas da região dos Grandes Lagos. Os iroqueses receberam armas de seus parceiros comerciais holandeses e ingleses; os Algonquians e Hurons foram apoiados pelos franceses, seu principal parceiro comercial.
Os iroqueses destruíram efetivamente várias grandes confederações tribais, incluindo os moicanos, hurons (Wyandot), neutros, Erie, Susquehannock (Conestoga) e algonquinos do norte, com a extrema brutalidade e natureza exterminatória do modo de guerra praticado pelos iroqueses, causando alguns historiadores para rotular essas guerras como atos de genocídio cometidos pela Confederação Iroquois. Tornaram-se dominantes na região e ampliaram seu território, realinhando a geografia tribal americana. Os iroqueses ganharam o controle da fronteira da Nova Inglaterra e do rio Ohioterras do vale como terreno de caça de cerca de 1670 em diante.
Ambas as sociedades algonquianas e iroquesas foram muito perturbadas por essas guerras. O conflito diminuiu quando os iroqueses perderam seus aliados holandeses na colônia de Nova Holanda depois que os ingleses a assumiram em 1664, junto com Forte Amsterdam e a cidade de Nova Amsterdam na ilha de Manhattan. Os franceses então tentaram ganhar os iroqueses como aliados contra os ingleses, mas os iroqueses se recusaram a romper sua aliança e frequentemente lutaram contra os franceses no século XVIII. A aliança anglo-iroquesa atingiria seu apogeu durante a Guerra Franco-Indígena de 1754, que viu os franceses serem amplamente expulsos da América do Norte.
As guerras e os subsequentes assassinatos de castores foram devastadores para a população local de castores. Os ecossistemas naturais que passaram a depender dos castores para barragens, água e outras necessidades vitais também foram devastados, levando à destruição ecológica, mudanças ambientais e secas em certas áreas. Seguindo isso, as populações de castores na América do Norte levariam séculos para se recuperar em algumas áreas, enquanto outras nunca se recuperariam.